# ماری‌جوانا در ایران
کشت و مصرف ماری‌جوانا در ایران غیرقانونی است، هرچند قانون در این زمینه اغلب اجرا نمی‌شود یا در اجرای آن سخت‌گیری نمی‌شود. ماری‌جوآنا بر اساس گزارش‌های مختلف در شهرهای ایران محبوبیت فزاینده‌ای پیدا کرده، هرچند دولت آمار رسمی مصرف آن را منتشر نمی‌کند.
در سال ۱۹۸۹ دولت ایران قانونی را به تصویب رساند که مجازات داشتن بیش از ۵ کیلوگرم حشیش اعدام است.